# Akcja Wyborcza Solidarność

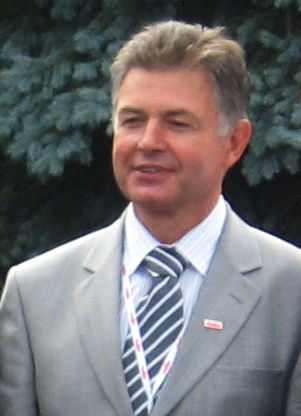
Marian Krzaklewski

Die Akcja Wyborcza Solidarność (deutsch Wahlaktion der Solidarność; AWS) war ein 1996 gegründetes Wahlbündnis in Polen. Es bestand aus etwa 40 bis 50 Gruppierungen aus dem Post-Solidarność-Lager, der ehemaligen Regimeopposition in der Volksrepublik Polen. Ihre Ausrichtung war christlich, konservativ und liberal. Von 1997 bis 2001 stellte die AWS mit Jerzy Buzek den Premierminister, mit Maciej Płażyński den Sejmmarschall und mit Alicja Grześkowiak die Senatsmarschallin. 2003 löste sie sich auf nationaler Ebene auf.

## Geschichte
Nachdem fast alle Parteien des Post-Solidarność-Lagers aufgrund der neu eingeführten Sperrklauseln bei den Parlamentswahlen 1993 den Einzug in den Sejm verpasst hatten und ihr gemeinsamer Präsidentschaftskandidat Lech Wałęsa bei den Wahlen 1995 gegen den SLD-Kandidaten Aleksander Kwaśniewski unterlegen war, initiierte der Vorsitzende der Gewerkschaft Solidarność, Marian Krzaklewski, 1996 die Gründung eines Wahlbündnisses, welches die zahlreichen Gruppierungen der ehemaligen Regimeopposition zusammenfassen sollte. Die daraus entstandene Wahlaktion Solidarność vereinte schließlich nationalliberale, nationalkonservative, agrarische, christlich-demokratische und nationalistische Kräfte. Vorsitzender wurde Marian Krzaklewski.
Aus den Sejm-Wahlen von 1997 ging die AWS mit 33,8 % als stärkste Partei hervor und bildete zusammen mit der Freiheitsunion (UW) eine Koalition unter Ministerpräsident Jerzy Buzek. Obwohl die Koalition aufgrund mangelnder Fraktionsdisziplin der AWS – v. a. die Zjednoczenie Chrześcijańsko-Narodowe (ZChN) stimmte häufig gegen Regierungsvorlagen – während der Legislaturperiode auseinanderbrach und Buzek zuletzt mit einer Minderheitsregierung regieren musste, blieb er als erster Premierminister bis zum Ende des Legislaturperiode im Amt. 
Die von seiner Regierung betriebenen innenpolitischen Reformen sowie der Beitritt zur NATO (1999) und die Annäherung an die EU führte zu innerparteilichen Gegensätzen. 2001 begann die AWS aufgrund programmatischer und insbesondere auch persönlicher Differenzen zu zerfallen. Wichtige Persönlichkeiten traten zur neu gegründeten Platforma Obywatelska (PO) sowie zur „Recht und Gerechtigkeit“ (PiS) über. Zusammen mit der „Bewegung für den Wiederaufbau Polens“ (ROP) bildete die AWS nun das Wahlbündnis Akcja Wyborcza Solidarność Prawicy („Wahlaktion Solidarność der Rechten“; AWSP).
Die Parlamentswahl von 2001 wurde zu einem Fiasko für die AWSP. Das Wahlbündnis schaffte mit 5,6 % nicht mehr den Einzug in den Sejm. Seither ist AWSP nur noch auf lokaler Ebene aktiv.

## Parteivorsitzende
- 1996–2001: Marian Krzaklewski
- 2001–2003: Jerzy Buzek

## Wahlergebnisse in Wahlen zum Sejm
- 1997: 33,83 %
- 2001: 05,60 %